# 國立關山高級工商職業學校
國立關山高級工商職業學校，（英語：National Guan-Shan Vocational Senior High School，簡稱：關山工商），創校於1955年，位於花東縱谷南端關山鎮。

## 校史
- 1955年9月創立，初期創校設為省立台東中學關山分部，招收國小畢業之初中部學生。
- 1968年因應政府之九年國民義務教育政策，現在之關山國中應運而生，該校初中部結束。
- 1969年9月奉准改設高職商科及家事科各一班，招收國中畢業生。
- 1973年家事科為配合社會之變遷及環境需求改設幼保科。
- 1974年增設建築科及電凍科，成立工業類之學習類科。
- 1976年9月原高職商科改設為綜合商業科、會計統計科。
- 1978年幼保科奉准停招。
- 1978年8月教育部准予獨立設校，定名臺灣省立關山高級工商職業學校。
- 1979年進修補習學校。
- 1988年補校改為日校兼辦延教班，1995年3月改為實用技能班，招收商用資訊科。
- 1996年該校改為綜合高中，設有學術學程、資訊應用學程、商業服務學程、建築技術學程、電器冷凍學程。
- 1999年9月增設原住民藝能班。
- 2000年2月1日改名為國立關山高級工商職業學校。
- 2008年增設綜合職能科。
- 2010年電器冷凍學程改名為冷凍空調科，建築技術學科改名為建築科，並改為高職部。
- 2017年商業經營科停止招生，另設置觀光事業科。
- 2019年原住民藝能班改制成為原住民藝能科，並於108學年度開始招生。
- 2023年原住民藝能科改制成為時尚工藝科，並於112學年度開始招生。

## 教學單位
- 原住民藝能科
- 觀光事業科 （页面存档备份，存于）
- 資料處理科(資處科) （页面存档备份，存于）
- 餐飲管理科 （页面存档备份，存于）
- 冷凍空調科[]
- 建築科 （页面存档备份，存于）
- 綜合職能科 （页面存档备份，存于）

## 外部連結
- 國立關山高級工商職業學校（页面存档备份，存于）（繁體中文）
- 臺東區108免試入學主委學校（繁體中文）